# NGC 5529
NGC 5529 ist eine 12,1 mag helle Spiralgalaxie vom Hubble-Typ Sc im Sternbild Bärenhüter am Nordsternhimmel. Sie ist schätzungsweise 132 Millionen Lichtjahre von der Milchstraße entfernt und hat einen Durchmesser von etwa 230.000 Lichtjahren.
Im selben Himmelsareal befinden sich u. a. die Galaxien NGC 5527, NGC 5544, NGC 5545, NGC 5557.
Das Objekt wurde am 1. Mai 1785 von Wilhelm Herschel mit einem 18,7-Zoll-Spiegelteleskop entdeckt, der sie dabei mit „vF, mE“ beschrieb.